# Biston concinna
Biston concinna là một loài bướm đêm trong họ Geometridae.